# Campeonato Ucraniano de Patinação Artística no Gelo

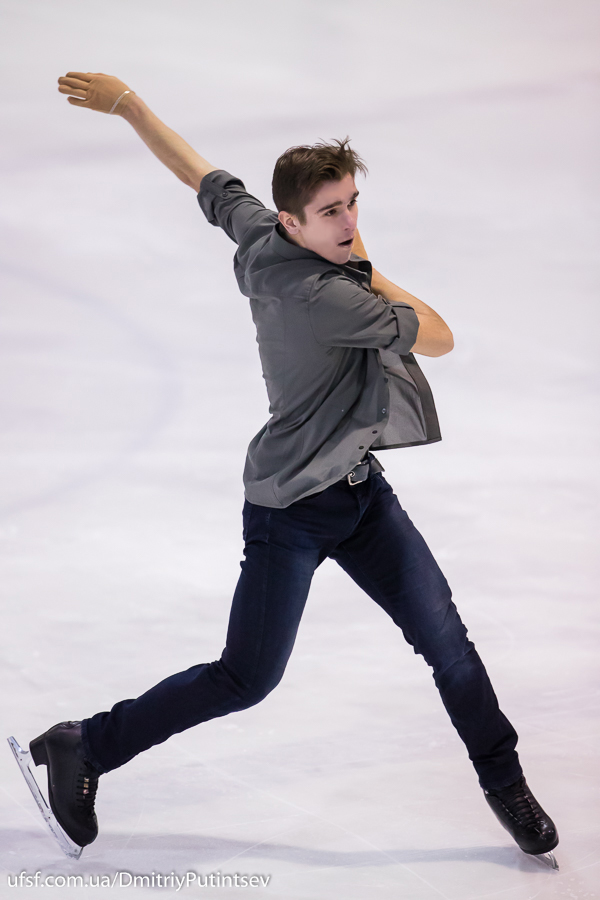
Ivan Pavlov, atual campeão na categoria individual masculino

O Campeonato Ucraniano de Patinação Artística no Gelo é uma competição nacional anual de patinação artística no gelo da Ucrânia. Os patinadores competem em quatro eventos, individual masculino, individual feminino, duplas e dança no gelo. 
A competição determina os campeões nacionais e os representantes da Ucrânia em competições internacionais como Campeonato Mundial, Campeonato Mundial Júnior, Campeonato Europeu e os Jogos Olímpicos de Inverno.

## Edições
| Ano (Edição) | Cidade sede    | Sênior | Sênior | Sênior | Sênior | Ref           |
| Ano (Edição) | Cidade sede    | M      | F      | P      | D      | Ref           |
| ------------ | -------------- | ------ | ------ | ------ | ------ | ------------- |
| 1993         | Odessa         | •      | •      | •      | •      | [ 1 ]         |
| 1994         | Kiev           | •      | •      | •      | •      | [ 2 ]         |
| 1995         |                | •      | •      | •      | •      | [ 3 ]         |
| 1996         |                | •      | •      | •      | •      | [ 4 ]         |
| 1997         |                | •      | •      | •      | •      | [ 5 ]         |
| 1998         |                | •      | •      | •      | •      | [ 6 ]         |
| 1999         |                | •      | •      | •      | •      | [ 7 ]         |
| 2000         | Kiev           | •      | •      | •      | •      | [ 8 ]         |
| 2001         | Kiev           | •      | •      | •      | •      | [ 9 ]         |
| 2002         |                | •      | •      | •      | •      | [ 10 ]        |
| 2003         | Kiev           | •      | •      | •      | •      | [ 11 ]        |
| 2004         | Kiev           | •      | •      | •      | •      | [ 12 ]        |
| 2005         | Kiev           | •      | •      | •      | •      | [ 13 ]        |
| 2006         | Kiev           | •      | •      | •      | •      | [ 14 ]        |
| 2007         | Kiev           | •      | •      | •      | •      | [ 15 ]        |
| 2008         | Kiev           | •      | •      | •      | •      | [ 16 ]        |
| 2009         | Kiev           | •      | •      | •      | •      | [ 17 ]        |
| 2010         | Dnipropetrovsk | •      | •      | •      | •      | [ 18 ]        |
| 2011         | Kiev           | •      | •      | •      | •      | [ 19 ]        |
| 2012         | Kiev           | •      | •      | •      | •      | [ 20 ]        |
| 2013         | Kiev           | •      | •      | •      | •      | [ 21 ]        |
| 2014         | Kiev           | •      | •      | •      | •      | [ 22 ]        |
| 2015         | Kiev           | •      | •      | •      | •      | [ 23 ]        |
| 2016         | Kiev           | •      | •      | •      | •      | [ 24 ] [ 25 ] |
| 2017         | Kiev           | •      | •      | •      | •      | [ 26 ]        |

## Lista de medalhistas

### Individual masculino
| Evento                         | Ouro                   | Prata                  | Bronze              |
| Odessa 1993 (detalhes)         | Dmytro Dmytrenko       | Viacheslav Zagorodniuk | ?                   |
| Kiev 1994 (detalhes)           | Viktor Petrenko        | Dmytro Dmytrenko       | Vasili Eremenko     |
| 1995 (detalhes)                | Viacheslav Zagorodniuk | Vasili Eremenko        | Dmytro Dmytrenko    |
| 1996 (detalhes)                | Viacheslav Zagorodniuk | Dmytro Dmytrenko       | Yevhen Plyuta       |
| 1997 (detalhes)                | Viacheslav Zagorodniuk | Yevhen Plyuta          | Dmytro Dmytrenko    |
| 1998 (detalhes)                | Viacheslav Zagorodniuk | Dmytro Dmytrenko       | Yevhen Plyuta       |
| 1999 (detalhes)                | Vitaliy Danylchenko    | Yevhen Plyuta          | Dmytro Dmytrenko    |
| Kiev 2000 (detalhes)           | Vitaliy Danylchenko    | Dmytro Dmytrenko       | Konstantin Tupikov  |
| Kiev 2001 (detalhes)           | Dmytro Dmytrenko       | Vitaliy Danylchenko    | Konstantin Tupikov  |
| 2002 (detalhes)                | Vitaliy Danylchenko    | Dmytro Dmytrenko       | Anton Kovalevski    |
| Kiev 2003 (detalhes)           | Konstantin Tupikov     | Anton Kovalevski       | Oleksiy Chumak      |
| Kiev 2004 (detalhes)           | Vitaliy Danylchenko    | Anton Kovalevski       | Mykola Bondar       |
| Kiev 2005 (detalhes)           | Vitaliy Danylchenko    | Konstantin Tupikov     | Anton Kovalevski    |
| Kiev 2006 (detalhes)           | Anton Kovalevski       | Vitaliy Danylchenko    | Vitali Sazonets     |
| Kiev 2007 (detalhes)           | Anton Kovalevski       | Oleksii Bychenko       | Mykola Bondar       |
| Kiev 2008 (detalhes)           | Vitali Sazonets        | Oleksii Bychenko       | Mykola Bondar       |
| Kiev 2009 (detalhes)           | Anton Kovalevski       | Vitali Sazonets        | Mykola Bondar       |
| Dnipropetrovsk 2010 (detalhes) | Anton Kovalevski       | Vitali Sazonets        | Oleksii Bychenko    |
| Kiev 2011 (detalhes)           | Anton Kovalevski       | Stanislav Pertsov      | Dmytro Ihnatenko    |
| Kiev 2012 (detalhes)           | Stanislav Pertsov      | Dmytro Ihnatenko       | Yakov Godorozha     |
| Kiev 2013 (detalhes)           | Yakov Godorozha        | Dmytro Ihnatenko       | Igor Reznichenko    |
| Kiev 2014 (detalhes)           | Yakov Godorozha        | Igor Reznichenko       | Ivan Pavlov         |
| Kiev 2015 (detalhes)           | Yaroslav Paniot        | Ivan Pavlov            | Mykhailo Medunytsya |
| Kiev 2016 (detalhes)           | Ivan Pavlov            | Yaroslav Paniot        | Mykhailo Medunytsya |
| Kiev 2017 (detalhes)           | Ivan Pavlov            | Yaroslav Paniot        | Ivan Shmuratko      |

### Individual feminino
| Evento                         | Ouro                 | Prata                | Bronze               |
| Odessa 1993 (detalhes)         | Oksana Baiul         | Lyudmyla Ivanova     | ?                    |
| Kiev 1994 (detalhes)           | Oksana Baiul         | Elena Liashenko      | Lyudmyla Ivanova     |
| 1995 (detalhes)                | Yulia Lavrenchuk     | Elena Liashenko      | ?                    |
| 1996 (detalhes)                | Elena Liashenko      | Lyudmyla Ivanova     | Yulia Lavrenchuk     |
| 1997 (detalhes)                | Yulia Lavrenchuk     | Elena Liashenko      | Anna Neshcheret      |
| 1998 (detalhes)                | Elena Liashenko      | Yulia Lavrenchuk     | Galina Efremenko     |
| 1999 (detalhes)                | Elena Liashenko      | Yulia Lavrenchuk     | ?                    |
| Kiev 2000 (detalhes)           | Galina Efremenko     | Elena Liashenko      | ?                    |
| Kiev 2001 (detalhes)           | Elena Liashenko      | Svitlana Pylypenko   | ?                    |
| 2002 (detalhes)                | Galina Efremenko     | Elena Liashenko      | Svitlana Pylypenko   |
| Kiev 2003 (detalhes)           | Elena Liashenko      | Galina Efremenko     | Svitlana Pylypenko   |
| Kiev 2004 (detalhes)           | Galina Efremenko     | Olga Orlova          | Irina Lukianenko     |
| Kiev 2005 (detalhes)           | Elena Liashenko      | Kateryna Proyda      | Irina Lukianenko     |
| Kiev 2006 (detalhes)           | Elena Liashenko      | Alisa Kireeva        | Iryna Movchan        |
| Kiev 2007 (detalhes)           | Eleonora Vinnichenko | Iryna Movchan        | Anastasia Listopad   |
| Kiev 2008 (detalhes)           | Eleonora Vinnichenko | Kateryna Proyda      | Anastasia Listopad   |
| Kiev 2009 (detalhes)           | Iryna Movchan        | Eleonora Vinnichenko | Anastasia Listopad   |
| Dnipropetrovsk 2010 (detalhes) | Natalia Popova       | Iryna Movchan        | Anastasiya Kononenko |
| Kiev 2011 (detalhes)           | Iryna Movchan        | Anastasiya Kononenko | Polina Ogareva       |
| Kiev 2012 (detalhes)           | Natalia Popova       | Alina Milevska       | Anastasiya Kononenko |
| Kiev 2013 (detalhes)           | Natalia Popova       | Alina Milevska       | Anna Khnychenkova    |
| Kiev 2014 (detalhes)           | Natalia Popova       | Alina Milevska       | Anna Khnychenkova    |
| Kiev 2015 (detalhes)           | Natalia Popova       | Anna Khnychenkova    | Alina Biletska       |
| Kiev 2016 (detalhes)           | Anastasiya Gozhva    | Anna Khnychenkova    | Darya Gozhva         |
| Kiev 2017 (detalhes)           | Anna Khnychenkova    | Anastasiya Gozhva    | Darya Gozhva         |

### Duplas
| Evento                         | Ouro                                  | Prata                                   | Bronze                                  |
| Odessa 1993 (detalhes)         | Svetlana Pristav Viacheslav Tkachenko | ?                                       | ?                                       |
| Kiev 1994 (detalhes)           | Olena Bilousivska Ihor Maliar         | Svetlana Pristav Viacheslav Tkachenko   | ?                                       |
| 1995 (detalhes)                | Olena Bilousivska Serhiy Potalov      | Lilia Mashkovska Ihor Maliar            | ?                                       |
| 1996 (detalhes)                | Evgenia Filonenko Igor Marchenko      | ?                                       | ?                                       |
| 1997 (detalhes)                | Evgenia Filonenko Igor Marchenko      | Olena Bilousivska Stanislav Morozov     | Julia Obertas Dmytro Palamarchuk        |
| 1998 (detalhes)                | Evgenia Filonenko Igor Marchenko      | Julia Obertas Dmytro Palamarchuk        | ?                                       |
| 1999 (detalhes)                | Julia Obertas Dmytro Palamarchuk      | Aliona Savchenko Stanislav Morozov      | Tatiana Chuvaeva Viacheslav Chiliy      |
| Kiev 2000 (detalhes)           | Aliona Savchenko Stanislav Morozov    | Julia Obertas Dmytro Palamarchuk        | ?                                       |
| Kiev 2001 (detalhes)           | Aliona Savchenko Stanislav Morozov    | Victoria Maxiuta Vitali Dubina          | Tatiana Chuvaeva Dmytro Palamarchuk     |
| 2002 (detalhes)                | Tatiana Chuvaeva Dmytro Palamarchuk   | Victoria Maxiuta Vitali Dubina          | nenhum outro competidor                 |
| Kiev 2003 (detalhes)           | Tatiana Chuvaeva Dmytro Palamarchuk   | Tatiana Volosozhar Petro Kharchenko     | Julia Beloglazova Andriy Bekh           |
| Kiev 2004 (detalhes)           | Tatiana Volosozhar Petro Kharchenko   | Julia Beloglazova Andriy Bekh           | Daria Bezkorovainaia Bogdan Berezenko   |
| Kiev 2005 (detalhes)           | Tatiana Volosozhar Stanislav Morozov  | Julia Beloglazova Andriy Bekh           | Alina Dikhtiar Filip Zalevski           |
| Kiev 2006 (detalhes)           | Julia Beloglazova Andriy Bekh         | Alina Dikhtiar Filip Zalevski           | Alexandra Tetenko Dmytro Palamarchuk    |
| Kiev 2007 (detalhes)           | Tatiana Volosozhar Stanislav Morozov  | Julia Beloglazova Andriy Bekh           | ?                                       |
| Kiev 2008 (detalhes)           | Tatiana Volosozhar Stanislav Morozov  | Kateryna Kostenko Roman Talan           | Viktoria Kucherenko Andriy Bekh         |
| Kiev 2009 (detalhes)           | Kateryna Kostenko Roman Talan         | Anna Khnychenkova Sergei Kulbach        | Ekaterina Melnik Sergey Deynega         |
| Dnipropetrovsk 2010 (detalhes) | Tatiana Volosozhar Stanislav Morozov  | Kateryna Kostenko Roman Talan           | Julia Lavrentieva Yuri Rudyk            |
| Kiev 2011 (detalhes)           | Julia Lavrentieva Yuri Rudyk          | Alexandra Gorovaya Konstantin Medovikov | Elizaveta Usmantseva Ilan Anchipolovski |
| Kiev 2012 (detalhes)           | Julia Lavrentieva Yuri Rudyk          | Elizaveta Usmantseva Vladislav Lysoy    | nenhum outro competidor                 |
| Kiev 2013 (detalhes)           | Elizaveta Usmantseva Sergei Kulbach   | Aleksandra Gorovaya Sergey Deynega      | nenhum outro competidor                 |
| Kiev 2014 (detalhes)           | Julia Lavrentieva Yuri Rudyk          | Elizaveta Usmantseva Roman Talan        | nenhum outro competidor                 |
| Kiev 2015 (detalhes)           | Renata Ohanesian Mark Bardei          | nenhum outro competidor                 | nenhum outro competidor                 |
| Kiev 2016 (detalhes)           | Renata Ohanesian Mark Bardei          | Anastasiya Pobizhenko Dmitriy Sharpar   | nenhum outro competidor                 |
| Kiev 2017 (detalhes)           | Renata Ohanesian Mark Bardei          | nenhum outro competidor                 | nenhum outro competidor                 |

### Dança no gelo
| Evento                         | Ouro                                     | Prata                                  | Bronze                              |
| Odessa 1993 (detalhes)         | Irina Romanova Igor Yaroshenko           | Elena Grushina Ruslan Goncharov        | ?                                   |
| Kiev 1994 (detalhes)           | Irina Romanova Igor Yaroshenko           | Svitlana Chernykova Oleksandr Sosnenko | Elena Grushina Ruslan Goncharov     |
| 1995 (detalhes)                | ?                                        | Elena Grushina Ruslan Goncharov        | ?                                   |
| 1996 (detalhes)                | Irina Romanova Igor Yaroshenko           | Natalia Gudina Vitali Kurkudym         | Elena Grushina Ruslan Goncharov     |
| 1997 (detalhes)                | Irina Romanova Igor Yaroshenko           | Elena Grushina Ruslan Goncharov        | Natalia Gudina Vitali Kurkudym      |
| 1998 (detalhes)                | Irina Romanova Igor Yaroshenko           | Elena Grushina Ruslan Goncharov        | ?                                   |
| 1999 (detalhes)                | Elena Grushina Ruslan Goncharov          | Kristina Kobaladze Oleg Voyko          | Tetyana Kurkudym Yuriy Kocherzhenko |
| Kiev 2000 (detalhes)           | Kristina Kobaladze Oleg Voyko            | Viktoria Polzykina Alexander Shakalov  | Alla Beknazarova Yuriy Kocherzhenko |
| Kiev 2001 (detalhes)           | Alla Beknazarova Yuriy Kocherzhenko      | Viktoria Polzykina Alexander Shakalov  | Julia Golovina Oleg Voyko           |
| 2002 (detalhes)                | Elena Grushina Ruslan Goncharov          | Julia Golovina Oleg Voyko              | Alla Beknazarova Yuriy Kocherzhenko |
| Kiev 2003 (detalhes)           | Julia Golovina Oleg Voyko                | Mariana Kozlova Sergei Baranov         | Alla Beknazarova Yuriy Kocherzhenko |
| Kiev 2004 (detalhes)           | Elena Grushina Ruslan Goncharov          | Julia Golovina Oleg Voyko              | Mariana Kozlova Sergei Baranov      |
| Kiev 2005 (detalhes)           | Elena Grushina Ruslan Goncharov          | Julia Golovina Oleg Voyko              | Alla Beknazarova Vladimir Zuev      |
| Kiev 2006 (detalhes)           | Elena Grushina Ruslan Goncharov          | Julia Golovina Oleg Voyko              | Anna Zadorozhniuk Sergei Verbillo   |
| Kiev 2007 (detalhes)           | Alla Beknazarova Vladimir Zuev           | Anna Zadorozhniuk Sergei Verbillo      | Alina Saprikina Pavlo Khimich       |
| Kiev 2008 (detalhes)           | Alla Beknazarova Vladimir Zuev           | Anna Zadorozhniuk Sergei Verbillo      | Alina Saprikina Pavlo Khimich       |
| Kiev 2009 (detalhes)           | Anna Zadorozhniuk Sergei Verbillo        | Alla Beknazarova Vladimir Zuev         | Nadezhda Frolenkova Mykhailo Kasalo |
| Dnipropetrovsk 2010 (detalhes) | Anna Zadorozhniuk Sergei Verbillo        | Alla Beknazarova Vladimir Zuev         | Nadezhda Frolenkova Mykhailo Kasalo |
| Kiev 2011 (detalhes)           | Siobhan Heekin-Canedy Alexander Shakalov | Nadezhda Frolenkova Mykhailo Kasalo    | Irina Babchenko Vitali Nikiforov    |
| Kiev 2012 (detalhes)           | Siobhan Heekin-Canedy Dmitri Dun         | Nadezhda Frolenkova Mykhailo Kasalo    | Irina Babchenko Vitali Nikiforov    |
| Kiev 2013 (detalhes)           | Siobhan Heekin-Canedy Dmitri Dun         | Nadezhda Frolenkova Vitali Nikiforov   | Daria Korotitskaia Maksym Spodyriev |
| Kiev 2014 (detalhes)           | Siobhan Heekin-Canedy Dmitri Dun         | Nadezhda Frolenkova Vitali Nikiforov   | Lolita Yermak Oleksiy Shumsky       |
| Kiev 2015 (detalhes)           | Oleksandra Nazarova Maksym Nikitin       | Lolita Yermak Oleksiy Shumsky          | Valeria Haistruk Oleksiy Oliynyk    |
| Kiev 2016 (detalhes)           | Valeria Haistruk Oleksiy Oliynyk         | Anzhelika Yurchenko Vladimir Belikov   | Mariya Golubtsova Kirill Belobrov   |
| Kiev 2017 (detalhes)           | Oleksandra Nazarova Maksym Nikitin       | Darya Popova Volodymyr Byelikov        | Yuliya Zhata Yan Lukovskiy          |